# Karl-Heinz Narjes
Karl-Heinz Narjes (Soltau, Alemanya, 1924) és un polític alemany que fou vicepresident de la Comissió Europea entre 1985 i 1989.

## Biografia
Va néixer el 30 de gener de 1924 a la ciutat de Soltau, població situada a l'estat alemany de la Baixa Saxònia. Després de cursar els estudis secundaris a Neustrelitz (Mecklemburg-Pomerània Occidental) va entrar a la Marina alemanya i va participar en la Segona Guerra Mundial com a soldat en l'exèrcit alemany. Després de ser capturat el febrer de 1944 per l'exèrcit britànic, fou alliberat i, un cop finalitzada la guerra, va estudiar dret a la Universitat d'Hamburg, on es va llicenciar el 1949 i doctorar el 1952.

## Activitat política
Després d'ocupar un càrrec d'assessor fiscal a Bremen, el 1955 fou nomenat agregat al servei de l'Oficina d'Afers Exteriors. El 1958 fou nomenat cap de la Delegació Alemanya a la Comissió de la Comunitat Econòmica Europea (CEE), convertint-se el 1963 en cap de gabinet del President de la CEE i el 1968 Director General de Premsa i Informació de la Comissió de la Comunitat Europea (CE).
Membre de la Unió Demòcrata Cristiana d'Alemanya (CDU) des de l'any 1967, el 1969 fou nomenat Ministre d'Economia i Transport de l'estat de Slesvig-Holstein, càrrec que va mantenir fins al 1973.
L'any 1981 abandonà la política nacional per esdevenir Comissari Europeu en la Comissió Thorn. En la formació d'aquesta Comissió fou nomenat Comissari Europeu de Mercat Interior, d'Afers industrials, d'Unió Aduanera, Medi Ambient, Assumptes dels Consumidors i Seguretat Atòmica. Posteriorment en la formació de la Comissió Delors I fou nomenat Vicepresident de la mateixa i Comissari de Tecnologia de la Informació i Ciència i Recerca, mantenint així mateix la cartera referent als Afers Industrials.